# Йордекяну (комуна)
Йордекяну (рум. Iordăcheanu) — комуна у повіті Прахова в Румунії. До складу комуни входять такі села (дані про населення за 2002 рік):
- Валя-Кукулуй (1045 осіб)
- Вербіла (1389 осіб)
- Йордекяну (546 осіб) — адміністративний центр комуни
- Мочешть (1226 осіб)
- Плавія (656 осіб)
- Стреошть (338 осіб)

Комуна розташована на відстані 68 км на північ від Бухареста, 20 км на північний схід від Плоєшті, 146 км на захід від Галаца, 83 км на південний схід від Брашова.

## Населення
За даними перепису населення 2002 року у комуні проживали 5200 осіб.
Національний склад населення комуни:
| Національність | Кількість осіб | Відсоток |
| -------------- | -------------- | -------- |
| румуни         | 5100           | 98,1%    |
| цигани         | 99             | 1,9%     |
| турки          | 1              | < 0,1%   |

Рідною мовою назвали:
| Мова      | Кількість осіб | Відсоток |
| --------- | -------------- | -------- |
| румунська | 5199           | > 99,9%  |
| циганська | 1              | < 0,1%   |

Склад населення комуни за віросповіданням:
| Релігія       | Кількість осіб | Відсоток |
| ------------- | -------------- | -------- |
| православні   | 5187           | 99,8%    |
| п'ятдесятники | 7              | 0,1%     |
| лютерани      | 3              | 0,1%     |
| адвентисти    | 2              | < 0,1%   |